# تالار شهر پاریس
تالار شهر پاریس (فرانسوی: Hôtel de Ville, Paris‎) سیتی‌هال شهر پاریس در فرانسه است که میزبان سازمان‌های مدیریتی محلی این شهر است. شهرداری پاریس از سال ۱۳۵۷ میلادی به‌طور پیوسته در این مکان بوده‌است. از سال ۱۹۷۷ میلادی شهردار پاریس نیز در این ساختمان زندگی می‌کند.